# The Kenny Dorham Memorial Album
The Kenny Dorham Memorial Album è un album di Kenny Dorham, pubblicato dalla Jaro International Records nel 1960 con il titolo The Arrival of Kenny Dorham e ristampato dalla Xanadu Records nel 1975.
Il disco fu registrato il 10 gennaio 1960 a New York.

## Tracce
Lato A
1. Stage West – 8:17 (Kenny Dorham)
2. I'm an Old Cowhand (From the Rio Grande) – 4:07 (Johnny Mercer)
3. Song of Delilah – 4:23 (Ray Evans, Jay Livingston, Victor Young)
4. Butch's Blues – 3:41 (Kenny Dorham)

Lato B
1. Stella by Starlight – 4:58 (Ned Washington, Victor Young)
2. Lazy Afternoon – 3:07 (John Latouche, Jerome Moross)
3. Turbo – 3:42 (Charles Davis)
4. When Sunny Gets Blue – 4:32 (Marvin Fisher, Jack Segal)
5. Six Bits – 4:42 (Onzy Matthews)

## Musicisti
- Kenny Dorham - tromba (tranne nel brano: B4)
- Charles Davis - sassofono baritono
- Tommy Flanagan - pianoforte
- Butch Warren - contrabbasso
- Buddy Enlow - batteria